# Steve Rash
Steve Rash (...) è un regista statunitense.

## Biografia
Esordisce nel 1978 con The Buddy Holly Story, film sulla vita e la carriera del cantante rock Buddy Holly che nel 1979 si aggiudicò un Oscar alla migliore colonna sonora.
Del 1981 dirige Sotto l'arcobaleno, costato venti milioni di dollari, ma che riuscì ad incassarne soltanto otto. La notorietà arriva nel 1988 con Playboy in prova, dal quale nel 2003 ne è stato tratto un sequel dal titolo Una fidanzata in prestito.
Nel 1991 dirige John Malkovich e Joe Mantegna in Sognando Manhattan. Nel 1996 sceglie Whoopi Goldberg per Eddie - Un'allenatrice fuori di testa.
Nel 2004 si cimenta con il film d'animazione Zenon: Z3. Dal 2005 è attivo nell'home video e gira alcuni sequel di altri film di successo, tra cui American Pie Presents: Band Camp, Ragazze nel pallone - Pronte a vincere e Ragazze nel pallone - Tutto o niente.

## Filmografia

### Cinema
- The Buddy Holly Story (1978)

- Sotto l'arcobaleno (Under the Rainbow) (1981)
- Vanishing America (1986)
- Playboy in prova (Can't Buy Me Love) (1987)
- Sognando Manhattan (Queens Logic) (1991)
- Mamma, ho trovato un fidanzato (Son in Law) (1993)
- Eddie - Un'allenatrice fuori di testa (Eddie) (1996)
- Uno spostato sotto tiro (Held Up) (1999)
- Posta del cuore (Good Advice) (2001)
- American Pie Presents: Band Camp (Band Camp) (2005)
- Ragazze nel pallone - Tutto o niente (Bring It On: All or Nothing) (2006)
- Ragazze nel pallone - Pronte a vincere (Bring It On: In It to Win It) (2007)
- Road Trip: Beer Pong (2009)
- Crooked Arrows (2012)

#### Televisione
- Zenon: Z3 – film TV (2004)